# Ban (géorgien)
Cette page contient des caractères spéciaux ou non latins. S’ils s’affichent mal (▯, ?, etc.), consultez la page d’aide Unicode.
Pour les articles homonymes, voir ban.
Ban, (ბან, [ban], en géorgien, est la 2e lettre de l'alphabet géorgien.

## Linguistique
Ban est utilisé pour représenter le son [b].
Dans la norme ISO 9984, la lettre est translittérée par « b ».

## Représentation informatique
- Unicode[1] :
  - Asomtavruli Ⴁ : U+10A1
  - Mkhedruli et nuskhuri ბ : U+10D1